# Bous a la mar
Els bous a la mar són una festa taurina que se celebra en el port o a la platja de diverses poblacions, entre elles, Xàbia, Dénia i Benicarló al País Valencià. Es tracta d'una variant dels bous al carrer celebrada a la costa, i on els participants es llancen a l'aigua per evitar les seues embestides, o intenten fer que el bou caiga. Anteriorment, també es realitzaven a L'Ampolla i Les Cases d'Alcanar (Alcanar) a Catalunya.
Segons el Partit Animalista Amb el Medi Ambient els animals pateixen estrès i es habitual que morin tant d'infarts com d'ofegaments en aquesta festivitat. També per motius animalistes, a Dènia, les organitzacions AnimaNaturalis i CAS International varen documentar el que aquestes entitats consideren "maltractament animal".

## Xàbia
Els bous a la mar es poden disfrutar durant la primera setmana de setembre com a acte festiu en el marc de les festes en Honor a la Mare de Déu del Loreto. Junt al recinte dels bous s'instal·la el típic "Baret dels Bous", bar a l'exterior on acudeix gran nombre de veïns i visitants.

## Dénia
Els «bous a la mar» es van celebrar a Dénia per primera vegada l'any 1926. En un principi se'n feien per Sant Pere, tot i que després es desplaçaren a la Santíssima Sang. La primera data significativa fou el 1944, on segons l'arxiu municipal de Dénia hi hagué una setmana d'actuacions. La plaça rectangular on se celebrava es dreçava amb troncs i taulons de fusta que s'amarraven amb sogalls d'una força sòlida i segura. Més tard van fer la típica "entrà" pel carrer Pare Pere avall fins a arribar a la plaça de bous. Des del 1993 són Festa d'Interés Turístic Nacional.

## Benicarló
Benicarló, al Baix Maestrat, també té una àmplia tradició de bous a la mar, tot convertint-se en un dels referents de les Festes patronals en honor de Sant Bartomeu, cap a finals d'agost. A Benicarló, en no tindre plaça de bous, el recinte taurí té lloc a l'esplanada del port on, en forma de quadrat, tres vores són per a les penyes i la quarta és la mar, descoberta, de manera que tant els participants com els bous poden caure a l'aigua. Allà es disposa de barques i rampes per ajudar que no hi haja cap incident.

## L'Ampolla i Les Cases d'Alcanar
Fins al 2015, a L'Ampolla (Baix Ebre) també es celebrava "Bous a la mar" a finals de juny.
També es celebrava a les Cases d'Alcanar, al municipi d'Alcanar (Montsià), des de la dècada dels anys 70 durant la Festa Major, a mitjans d'agost.
Després de realitzar sendes denuncies, l'entitat animalista Actyma va aconseguir que la Generalitat de Catalunya obrís expedients sancionadors a tots dos municipis.